# 任志伟
任志伟（1924年11月16日—2002年12月2日），广东省鹤山市人，中华人民共和国政治人物。

## 生平
1949年6月参加革命工作，于1956年11月加入中国共产党。他早期在香港生活·读书·新知三联书店和香港新民主出版社从事出版工作。1950年，在新华书店广州华南总分店工作期间任出版组组长。1956年，在广东人民出版社任出版部副主任和出版科科长。1975年，到广东省新华印刷厂任革委会副主任。1978年，任广东人民出版社副社长。1980年，出任广东省出版事业管理局（后广东省新闻出版局）任出版发行处副处长，1986年离休。2002年12月2日去世。